# North Country, Cornwall
North Country är en by i Cornwall distrikt i Cornwall grevskap i England. Byn är belägen 13,7 km 
från Truro. Orten har 785 invånare (2015).